# Bases de Nuestro Tiempo
Bases de Nuestro Tiempo fue una serie de 22 revistas publicadas en Uruguay entre el 18 de septiembre de 1985 y el 23 de julio de 1986.

## Reseña
La serie, de publicación quincenal, contó con la Dirección General de Milton Schinca, la diagramación de Cibils y la coordinación de Alejandro Schinca. Cada uno de los tomos fue escrito por profesores, ensayistas e investigadores especializados en economía, historia, sociología, religión o filosofía, con distintas posiciones ideológicas, pero que coincidían en hacer una lectura crítica del capitalismo, buscando alternativas que consideraban “más justas y progresistas”.

## Objetivo
El objetivo manifiesto de la serie de revistas fue reseñar distintos temas de actualidad,
"...presentar de manera clara y accesible para todos, los grandes temas que nos permiten entender los acontecimientos fundamentales de esta época tan compleja, tan riesgosa, que nos ha tocado vivir.” con una orientación formativa a personas que no contaban con una base teórica previa, “...pretendemos crear un instrumento de lectura que sirva para la iniciación de quienes no han tenido la suerte de poder seguir estudios avanzados y completos.”, de donde se desprende el nombre de la obra.

## Tomos
Originalmente planificada en 19 tomos, la colección tuvo que ser ampliada finalmente a 22, debido a la consideración de que varios temas, por su extensión y profundidad tenían necesariamente que ser abarcados en más de un fascículo. Este fue el caso por ejemplo del tema “El marxismo en el siglo XX. Teoría y práctica” (fascículos 9 y 10), o “Las revoluciones de América Latina” (fascículos 18 y 19). Asimismo, por lo antedicho, algunos temas debieron eliminarse de la planificación definitiva como “El movimiento sindical en el mundo. Los partidos y corrientes de izquierda”, o “Importancia de la comunicación social y de la educación en nuestro días”.

## Temas y autores
| Tomo | Título                                                             | Autor(es)                                             |
| ---- | ------------------------------------------------------------------ | ----------------------------------------------------- |
| 1.º  | Esquema de nuestro tiempo                                          |                                                       |
| 2.º  | Hechos e ideas que formaron nuestro tiempo                         | Ema Zaffaroni                                         |
| 3.º  | El Capitalismo: como su funcionamiento genera siempre injusticia   | Juan Manuel Rodríguez                                 |
| 4.º  | El colonialismo. El imperialismo. El neoimperialismo               | Guillermo Pomi                                        |
| 5.º  | La dependencia cultural, tecnológica, científica, económica        | Luis Stolovich                                        |
| 6.º  | Las Transnacionales. El FMI. La deuda externa                      | Graciela Marieyhara y Jorge Solari                    |
| 7.º  | El Tercer Mundo. El naufragio de los países subdesarrollados       | Mariela Amejeiras y María Cristina Siniscalco         |
| 8.º  | Marx. Su vida. Su tiempo. Sus ideas                                | Ema Zaffaroni, Jorge Faget y Enrique Rubio            |
| 9.º  | El marxismo en el siglo XX. Teoría y práctica. (1.ª parte)         | Ema Zaffaroni, Juan Manuel Rodríguez y Enrique Rubio  |
| 10.º | El marxismo en el siglo XX. Teoría y práctica. (2.ª parte)         | Ema Zaffaroni, Juan Manuel Rodríguez y Enrique Rubio  |
| 11.º | Comparación entre el capitalismo y el socialismo                   | Álvaro Rico y Luis Alberto Senatore                   |
| 12.º | La Revolución Soviética. La edificación del primer país socialista | Álvaro Rico                                           |
| 13.º | Los fascismos. Otro fruto malsano del capitalismo                  | Cecilia Revello, Rodolfo Porrini y Alexis Schol       |
| 14.º | El mundo socialista. Su formación, su realidad                     | Álvaro Rico                                           |
| 15.º | América Latina. Su historia, su presente                           | Andrea Daverio, Roger Geymonat y Alejandro Sánchez    |
| 16.º | América Latina Las dictaduras militares, ayer y hoy                | Cecilia Revello, Rodolfo Porrini y Alexis Schol       |
| 17.º | Las acciones del imperialismo de EE. UU. en América Latina         | Hugo Lisandro y Armando Miraldi                       |
| 18.º | Las revoluciones en América Latina. (1.ª parte)                    | Mariela Amejeiras y María Cristina Siniscalco         |
| 19.º | Las revoluciones en América Latina. (2.ª parte)                    | Mariela Amejeiras y María Cristina Siniscalco         |
| 20.º | Diversas concepciones socialistas                                  | Alfredo M. Errandonea, Eduardo Jaurena y Hebert Gatto |
| 21.º | Las ideas sociales cristianas. La teología de la Liberación        | Patricio Rodé                                         |
| 22.º | El futuro: una América Latina unida o sojuzgada                    | Francisco Bustamante                                  |